# The Ballad of Sexual Dependency

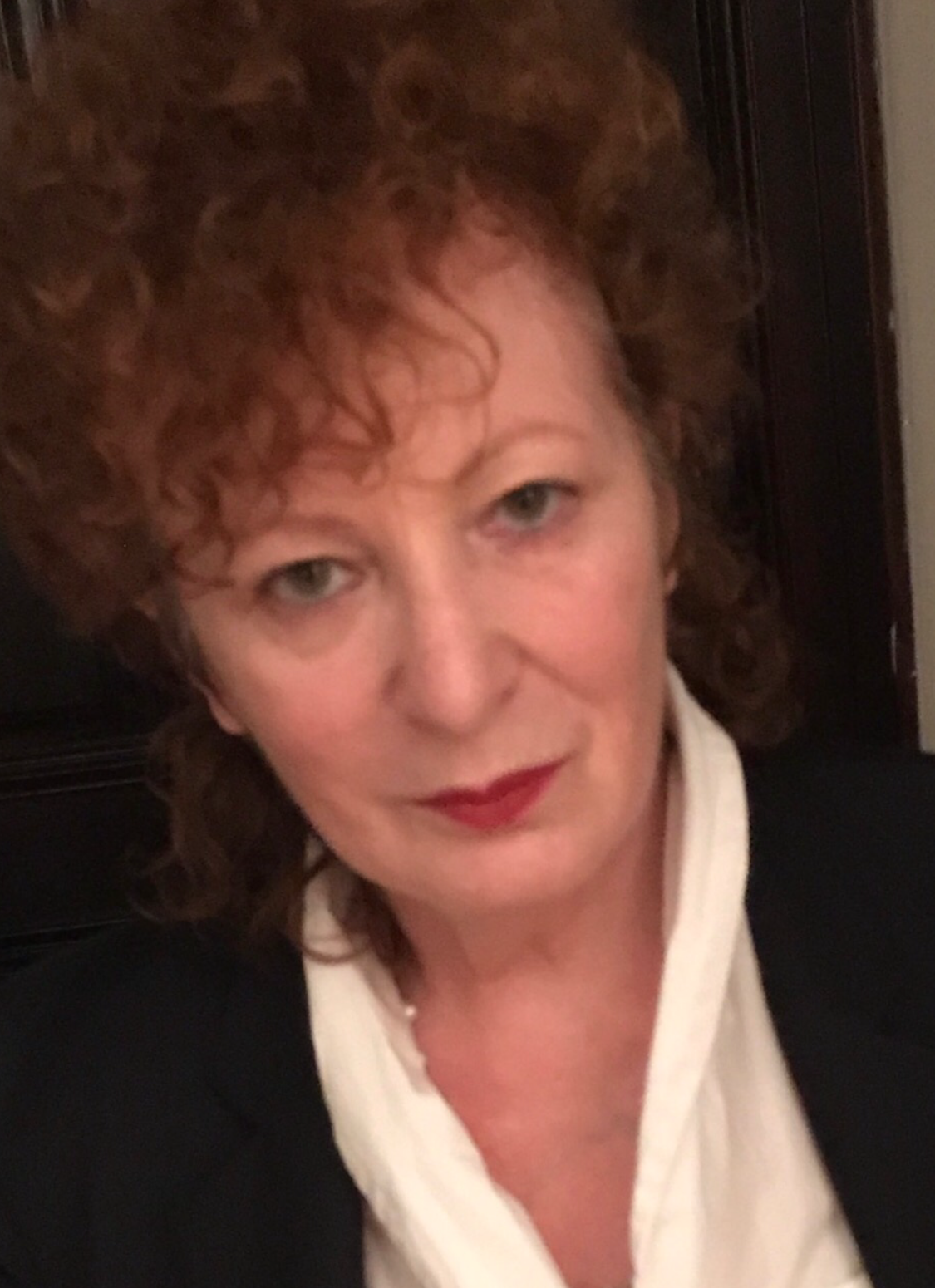
La photographe Nan Goldin

The Ballad of Sexual Dependency est une série de diaporamas de la photographe américaine Nan Goldin.

## Le projet
« Nous sommes liés non par le sang ou un lieu, mais par une morale semblable, le besoin de vivre une vie pleine et pour l'instant présent, une incrédulité en le futur, un respect similaire de l'honnêteté, un besoin de repousser les limites et une histoire commune. » — Nan Goldin, à  propos de cette œuvre

## Les deux diaporamas

### 1981-2006
Le diaporama a été projeté dans le grand hall de la Tate Modern de Londres, lors de la fête du week-end de trois jours du Spring Bank Holiday, le 24 mai 2008.
Les spectateurs étaient installés par terre, sur des coussins, sur la pente intérieure devant une scène surmontée d'un écran géant.
Le diaporama était mis en musique par Patrick Wolf, avec ses propres titres, joués en live par lui-même, accompagné de : 
- Victoria Sutherland (violon)
- Marcelo Vig (percussions)
- Nick Haward (contrebasse)
- John Krisp (électrique)
- Tim Wells (violoncelle)
- Bishi (chant)

### Aux Rencontres d'Arles
En 1987, Nan Goldin projette, pour la première fois en Europe, The Ballad of Sexual Dependency dans le théâtre antique arlésien, lors des Rencontres de la photographie d'Arles,. 
En 2009, la photographe est l'invitée d'honneur à l'occasion du 40e anniversaire du festival. Le 11 juillet, l'œuvre, désormais célèbre, est de nouveau projetée, accompagnée par un concert en direct du trio britannique The Tiger Lillies.